# لوردية صيدا
لوردية صيدا (بالفرنسية: Saete/Sagette)، (كونتية صيدا لاحقاً) كانت إحدى الإقطاعيات الأربع الرئيسية لمملكة بيت المقدس، إحدى الإمارت الصليبية. ومع ذلك، في الواقع، كانت تبدو أصغر بكثير من الإقطاعيات الأخرى وكان لها نفس المستوى من الأهمية مثل العديد من جيرانها، مثل تورون وبيروت، والتي كانت إقطاعيات فرعية.
استولى الصليبيون على صيدا في ديسمبر 1110 وتسلمها يوستاس الأول غرينيه [الإنجليزية]. وكانت اللوردية عبارة عن شريط ساحلي على البحر المتوسط بين صور وبيروت. غزاها صلاح الدين الأيوبي في 1187 وبقيت في أيدي المسلمين حتى استعادها الصليبيون الألمان للسيادة المسيحية خلال الحملة الصليبية في 1197. ثم باعها جوليان غرينيه إلى فرسان الهيكل بعد أن دمرها المغول في 1260 قبيل معركة عين جالوت.
انتهت اللوردية تماماً عندما استولى المماليك عليها في عهد السلطان الظاهر بيبرس في 1268.
كانت لوردية الشوف إحدى توابع لوردية صيدا.

## لوردات صيدا
- يوستاس الأول غرينيه [الإنجليزية] (1110–1123)
- جيرارد غرينيه [الإنجليزية] (1123–1171)
- رينو غرينير [الإنجليزية] (1171–1187، لقب منذ ذلك الحين)
- غزاها صلاح الدين الأيوبي، 1187–1197
- رينو غرينيه (استعاد لقبه، 1197–1202)
- باليان الأول غرينيه [الإنجليزية] (1202–1239)
- جوليان غرينيه (1239–1260، ثم حمل اللقب فخرياً منذ ذلك الحين)
- بيعت لفرسان الهيكل (1260)
- جوليان غرينيه (لقب فخري، 1260–1275)
- باليان الثاني غرينيه (لقب فخري، 1275–1277)

## لوردية الشوف
تأسست لوردية الشوف خارج لوردية صيدا باعتبارها تابعة لها حوالي 1170. وكان مركزها في قلعة نيحا. باعها جوليان كونت صيدا إلى الفرسان التوتونيين في 1256.
- أندرو لورد الشوف (القرن الثالث عشر)
- جون لورد الشوف (القرن الثالث عشر)
- جوليان كونت صيدا (منتصف القرن الثالث عشر)